# Spoorlijn Bully-Grenay - La Bassée-Violaines
De Spoorlijn Bully-Grenay - La Bassée-Violaines was een Franse spoorlijn van Bully-les-Mines / Grenay naar Violaines. De lijn was 11,1 km lang en heeft als lijnnummer 288 000.

## Geschiedenis
De lijn werd aangelegd door de Compagnie des mines de Béthune en geopend op 13 januari 1862. van 1865 tot 1935 was er ook personenvervoer op de lijn. Daarna is het gedeelte tussen Mazingarbe en La Bassée-Violaines nog tot 1984 in gebruik geweest voor goederenvervoer en daarna gesloten en opgebroken. Het gedeelte tussen Bully-Granay en Mazingarbe is in gebruik voor een kunststoffabriek.

## Aansluitingen
In de volgende plaatsen is of was er een aansluiting op de volgende spoorlijnen:
Bully-Grenay
RFN 301 000, spoorlijn tussen Arras en Dunkerque-Locale
RFN 309 000, spoorlijn tussen Bully-Grenay en Brias
Violaines
RFN 286 610, spoorlijn tussen Lens en Violaines
RFN 289 000, spoorlijn tussen Fives en Abbeville
La Bassée-Violaines
RFN 289 000, spoorlijn tussen Fives en Abbeville